# Pseudosaurillus
Pseudosaurillus is een geslacht van uitgestorven hagedissen uit de late Jura of het Vroeg-Krijt van Zuid-Engeland. Het type en enige soort is Pseudosaurillus becklesi, benoemd in 1967 door Robert Hoffstetter voor beperkt kaak- en tandmateriaal van de Lulworth-formatie uit het Berriasien. De geslachtsnaam betekent "onechte Saurillus". De soortaanduiding eert de verzamelaar Samuel Husband Beckles.
Het holotype is BMNH R 8095, een onderkaak met delen van de schoudergordel en de voorpoot, gevonden in Durlston Bay.
Een grote hoeveelheid materiaal dat bovendien door Hoffstetter naar Saurillus werd verwezen, werd in 1983 door Estes opnieuw toegewezen aan Pseudosaurillus, maar dit is sindsdien opnieuw geclassificeerd binnen zijn eigen geslacht Parasaurillus door Susan E. Evans en Belinda Searle in 2002. 
Het taxon werd gevonden in de Mammal Bed nabij de basis van de formatie naast de andere hagedissen Becklesius, Dorsetisaurus, Durotrigia, Paramacellodus, Parasaurillus, Parviraptor en Saurillus. Net als Becklesius kan Pseudosaurillus een lid zijn van de familie Paramacellodidae.